# Communauté de communes Rhône - Chartreuse de Portes
Die Communauté de communes Rhône – Chartreuse de Portes ist ein ehemaliger französischer Gemeindeverband mit Rechtsform einer Communauté de communes im Département Ain, dessen Verwaltungssitz sich in dem Ort Lhuis befand.
Der Gemeindeverband bestand aus 11 Gemeinden und zählte 4657 Einwohner (Stand 2013) auf einer Fläche von 137,2 km2. Bis auf die Gemeinde Saint-Benoît entsprach der Verband dem ehemaligen Kanton Lhuis. Sein Gebiet erstreckte sich nördlich der Rhône und umfasste einen Teil des südlichen französischen Jura. In den Hochlagen am Pass Col des Portes befindet sich die Kartause von Portes, auf die sich der zweite Namensteil des Gemeindeverbands bezog.

## Aufgaben
Zu den vorgeschriebenen Kompetenzen gehörten die Entwicklung und Förderung von wirtschaftlicher Aktivitäten und Tourismus, sowie die Raumplanung auf Basis eines Schéma de Cohérence Territoriale.  Zusätzlich betrieb  der Gemeindeverband die Straßenmeisterei und die Abfallwirtschaft.

## Historische Entwicklung
Mit Wirkung vom 1. Januar 2017 wurde der Gemeindeverband aufgelöst und seine Mitgliedsgemeinden in die Communauté de communes de la Plaine de l’Ain integriert.

## Ehemalige Mitgliedsgemeinden
Folgende 11 Gemeinden gehörten der Communauté de communes Rhône – Chartreuse de Portes an:

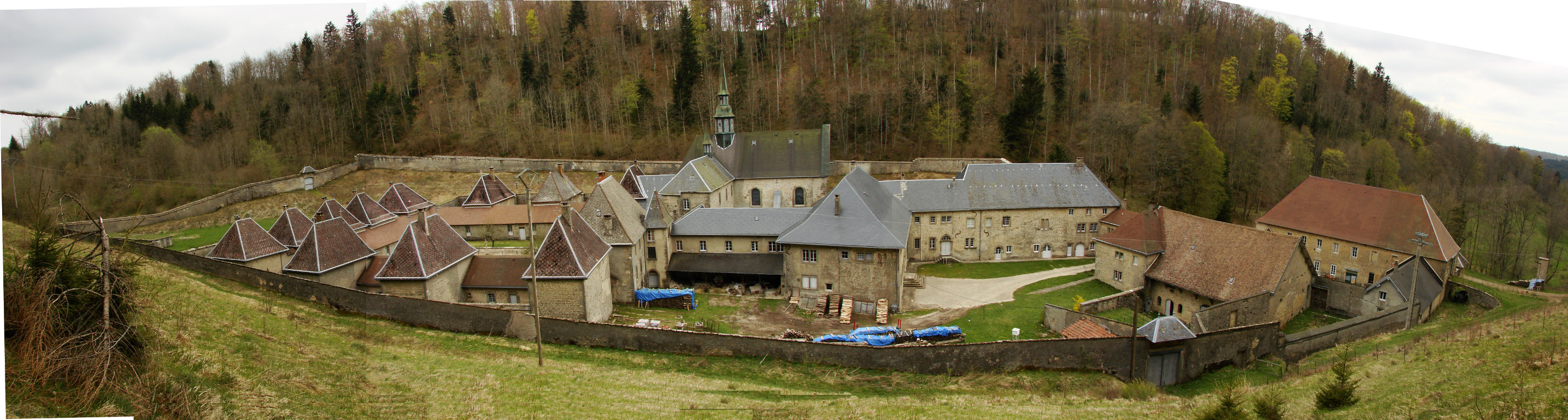
Das namensgebende Kartäuserkloster am Col des Portes

1. Bénonces
2. Briord
3. Groslée
4. Innimond
5. Lhuis
6. Lompnas
7. Marchamp
8. Montagnieu
9. Ordonnaz
10. Seillonnaz
11. Serrières-de-Briord